# Cottunculus spinosus
Cottunculus spinosus är en fiskart som beskrevs av Gilchrist, 1906. Cottunculus spinosus ingår i släktet Cottunculus och familjen paddulkar. Inga underarter finns listade i Catalogue of Life.